# Stora Vänstern
Stora Vänstern är en sjö i Motala kommun i Östergötland och ingår i Motala ströms huvudavrinningsområde. Sjön har en area på 1,28 kvadratkilometer och ligger 102,3 meter över havet. Sjön avvattnas av vattendraget Finspångsån (under 1800-talet kallades å-sträckan mellan Stora Vänstern och Stråken Karlströmsån) .

## Skogssjö
Stora Vänstern är en ca tre kilometer lång skogssjö, som rymmer flera vikar och öar. Vid sjöns utlopp i öster finns Karlströms bruk, där driften upphörde i början av 1900-talet. Vid Fallsviken finns lämningar av den s.k. Smålandssågen, en ångsåg som var igång under 1910-talet.
Sjön är delad mellan två f.d. socknar: Kristberg och Motala (i sydväst).
Stora Vänstern tillhör Finspångsåns vattensystem. Närmast föregående sjö längs samma å är Salstern. Nivåskillnaden mellan de båda sjöarna är mindre än 2 m. Alldeles i början av ån som förbinder Salstern och Stora Vänstern finns samhället Karlsby.

## Å-sträckan mellan Stora Vänstern och Stråken
Den del av Finspångsån som avvattnar Stora Vänstern rymmer flera områden med starkt strömmande vatten. Höjdskillnaden till närmast nedströms belägna sjö, Stråken, är drygt 27 m. Det var en förutsättning för de många industriella anläggningar som funnits längs denna å-sträcka. Förutom Karlströms övre bruk och Karlströms kvarn och vattensåg rör det sig bland annat om det 1805 anlagda Karlströms nedre bruk i närheten av Kvarngården. Här har också funnits en grepfabrik och under 1600-talet en kvarn. Vid Litskvarn, inte långt innan ån når Stråken, fanns in på 1900-talet en kvarn och en vattendriven såg.

## Delavrinningsområde
Stora Vänstern ingår i delavrinningsområde (649960-146133) som SMHI kallar för Utloppet av Stora Vänstern. Medelhöjden är 126 meter över havet och ytan är 8,96 kvadratkilometer. Räknas de 5 avrinningsområdena uppströms in blir den ackumulerade arean 88,52 kvadratkilometer. Hällestadsån (Storån) som avvattnar avrinningsområdet har biflödesordning 2, vilket innebär att vattnet flödar genom totalt 2 vattendrag innan det når havet efter 93 kilometer. Avrinningsområdet består mestadels av skog (80 procent). Avrinningsområdet har 1,33 kvadratkilometer vattenytor vilket ger det en sjöprocent på 14,8 procent.